# Straßen in Wien
Das Wiener Straßennetz umfasst derzeit (Stand: 2023) 6.947 Straßen mit einer Gesamtlänge von 2.798 Kilometern. 222 Kilometer davon sind Hauptstraßen (Hauptstraßen B, also ehemalige Bundesstraßen, und Hauptstraßen A), die restlichen 2.576 Kilometer und somit der Großteil der Wiener Straßen sind Gemeindestraßen. Die kürzeste Straße ist die Tethysgasse (11 Meter), die längste Straße die Höhenstraße (14,8 Kilometer). Zu den Straßen kommen noch mehr als 1.700 Brücken, die das Wiener Straßennetz um ungefähr 54 Kilometer ergänzen. Die Wiener Linien betreuen knapp 506 Kilometer Gleisanlagen quer durch die Stadt. Zudem gibt es mehr als 1.600 Kilometer an Radwegenetz.

## Straßennamen
(Überblicksliste, führt zu den bezirksweise geordneten Listen)

### Straßenbaurechtliche Bezeichnungen
Von den in bzw. von der Stadt Wien vergebenen, allgemein zugänglichen Straßennamen sind Bezeichnungen zu unterscheiden, mit denen Verkehrswege in straßenbaurechtlichen Gesetzen und Verordnungen des Bundes und des Landes Wien belegt wurden. So sind z. B. mehr als 20 Wiener Verkehrsflächen Teil der Wiener Straße, der Wien mit Salzburg verbindenden ehemaligen Bundesstraße 1.
Klosterneuburger Straße, als Straße im 20. Bezirk geläufig, ist gleichzeitig Bezeichnung der Landesstraße B 14 quer durch Wien. Die Wiener Gürtel Straße (so die der Rechtschreibung nicht gemäße offizielle Schreibung) umfasst als B 221 nicht nur den Gürtel mit seinen diversen Namen, sondern auch einen Teil der Landstraßer Hauptstraße und die Schlachthausgasse im 3. Bezirk.
Straßenbaurechtliche Bezeichnungen in Stadtpläne aufzunehmen ist allerdings nutzlos, da die Bezeichnungen nur in Vorschriften und Akten, nicht aber im Stadtbild ersichtlich sind.

### Anwendung von Verkehrsflächennamen
Die ältesten nachweisbaren Bezeichnungen von Straßen, Gassen und Plätzen in Wien sind Hoher Markt (erstmals erwähnt 1233) und Neuer Markt (1234). Die meisten dieser alten Namen beziehen sich auf Märkte.
Zur Orientierung dienten auch Hauszeichen und die Namen von Haus- bzw. Grundbesitzern. Abgesehen von Heiligen sind die ältesten nach einer Person benannten Verkehrsflächen der 1780 nach dem Kaiser benannte Josefsplatz im heutigen 1. Bezirk und die seit 1796 bekannte Neumanngasse in der damaligen Vorstadt Wieden (seit 1850 4. Bezirk), benannt nach dem Grundbesitzer und Fuhrwerksunternehmer Josef Neumann. Verwendet wurden die längste Zeit (wie in der Kartografie) die unter den Bewohnern geläufigen oder vom Grundherrn festgelegten Namen; amtliche Festlegungen dazu gab es damals nicht.
Mit dem provisorischen Gemeindegesetz vom 6. März 1850
wurden die Vorstädte innerhalb des Linienwalls eingemeindet, die Fläche der Stadt vervielfachte sich. Von 1861 an (damals wurde der heutige 5. vom 4. Bezirk abgetrennt und die geltende Einteilung der Bezirke 1–9, seit 1874 1–10, geschaffen; inzwischen waren seit 1858 auch die Stadtmauern um die Altstadt geschleift worden) wurde versucht, im Stadtgebiet vorkommende Mehrfachbelegung von Straßennamen zu beseitigen: Viele Straßen und Gassen in den ehemaligen Vorstädten mussten umbenannt werden. Beispiele: Bis dahin gab es eine Hauptstraße im 3., im 4. und 5. sowie im 9. Bezirk, eine Piaristengasse im 4. und eine im 8. Bezirk. Dazu wurden die Verkehrsflächennamen aus den Vorstädten von der Wiener Stadtverwaltung erstmals zentral erfasst. Bei dieser Gelegenheit wurden auch Namen transferiert. Beispiel: Die alte Burggasse im 8. Bezirk wurde 1862 zur Josefstädter Straße; der Name ging im selben Jahr auf die heutige Burggasse im 7. Bezirk über.
1874 wurde der Vorgang, Mehrfachbelegungen zu beseitigen, für den neuen 10. Bezirk, Favoriten, wiederholt, 1892 für die damals eingemeindeten Vororte, nunmehr die Bezirke 11–19 (hier gab es nach Czeike weitere 24 Hauptstraßen). Bei den Eingemeindungen 1905 (21. Bezirk, Floridsdorf) und 1938 (Groß-Wien, Bezirke 22–26, davon seit 1954 nur mehr 22 und 23) wurde zumeist ähnlich vorgegangen.
Die Verkehrsflächennamen werden seit langem von der Kulturabteilung im Magistrat der Stadt Wien vorgeschlagen und vom Gemeinderatsausschuss für Kultur beschlossen.

### Konkrete Namensgebung

#### Verwendete Namen
Die Namen der Wiener Straßen, Gasse und Plätze sind meist historischen Ursprungs; sie erinnern etwa an Monarchen, an alte Gebäude, Ortskerne, Flur- und Gewässernamen. Speziell seit der Errichtung der Wiener Ringstraße ab 1858, als in den Neubaugebieten um den Ring viele neue Straßennamen benötigt wurden, und seit der 1862 begonnenen Beseitigung von Mehrfachbenennungen (siehe oben) wurden Benennungen nach Persönlichkeiten aus den Bereichen Musik, Malerei, Literatur und Schauspiel üblich. Bis um 2000 waren Benennungen nach Frauen stark unterrepräsentiert; heute wird der Geschlechtergerechtigkeit mehr Aufmerksamkeit gewidmet. Einer Ende 2015 präsentierten Erhebung für einen Genderatlas zufolge waren 2015 nur 356 von 4.269 nach Personen benannten Wiener Verkehrsflächen nach Frauen benannt. Dies entspricht 5,2 % aller Straßen in Wien, gemessen an der Länge sind es lediglich 3 %, bzw. 109 km.
Insgesamt erinnern z. B. über 300 Wiener Straßen an Musiker. Des Weiteren finden sich die Namen von Wissenschaftlern, sowie von Politikern (von Franklin D. Roosevelt und Per Albin Hansson bis zu Ignaz Seipel, Karl Renner und Julius Raab), oft auch von Wiener Bürgermeistern (z. B. Kajetan Felder, Karl Lueger, Jakob Reumann, Karl Seitz, Franz Jonas, Bruno Marek), Stadträten und Gemeinderäten.
Auch die Benennung der Gassen mancher Gebiete nach einem bestimmten Thema hat sich etabliert. Beispiel: die Stadtrandsiedlung zwischen Hirschstetten und Stadlau im 22. Bezirk, in der zahlreiche Gassen vom Mohnblumenweg bis zur Magnoliengasse nach Blumen benannt sind.
Die Nummerierung von Straßen nach amerikanischem Vorbild, wie sie 1884 (vor der Eingemeindung Simmerings) in der Simmeringer Haide eingeführt wurde, konnte sich nicht durchsetzen: Von den bis zu elf „Haidequerstraßen“ schienen 2016 nur mehr 1., 7., 8., 9. und 11. auf dem Stadtplan auf.
Bemerkenswert ist, dass Benennungen nach Gebäuden sich gelegentlich auf längst nicht mehr bestehende Bauwerke beziehen. Das Schottentor, Name eines Platzes und einer Straßenbahnendstation an der Ringstraße und seit 1980 auch Name einer U-Bahn-Station, besteht seit den 1860er Jahren nicht mehr, da die Stadtmauern von 1858 an demoliert wurden; der Begriff wurde seither aber weiter verwendet. Auch der Name der 1991 eröffneten U-Bahn-Station Stubentor bezieht sich nicht auf ein bestehendes Stadttor. Hier war die Bezeichnung allerdings nicht mehr in Gebrauch, jedoch wurden im Zuge des U-Bahn-Baus Fundamente der Stadtmauer um dieses ehemalige Tor gesichert. Die Rotundenbrücke über den Donaukanal ist nach einem 1937 abgebrannten Ausstellungsbauwerk im Prater benannt.
War früher meist die Kombination aus Familienname und -straße, -gasse etc. üblich (z. B. Stadiongasse, Schubertring, Reumannplatz, Billrothstraße), so werden neue Straßen heute häufig mit ausgeschriebenen Vor- und Familiennamen benannt. Dies wurde früher nur in einzelnen Fällen, wie etwa bei Teilen der Wiener Ringstraße (Dr.-Karl-Lueger-Ring, Dr.-Karl-Renner-Ring), angewandt. Auf die Verwendung von etwaigen akademischen Graden als Teil des Straßennamens wird heute gewöhnlich verzichtet.
Seit den frühen 1990er Jahren gibt es im zuständigen Gemeinderatsunterausschuss für Verkehrsflächenbenennungen einhelliges Einvernehmen und ist geübte Praxis, keine Verkehrsflächen nach Firmen, allenfalls nach Firmengründern, zu benennen.

#### Umbenennungen
Umbenennungen fanden, historisch gesehen, im Lauf der Jahrhunderte immer wieder statt. Die Namen der Straßen, Gassen und Plätze im heutigen Stadtgebiet wurden lange Zeit nicht offiziell beschlossen, sondern sie haben sich aus lokalen Usancen entwickelt (siehe oben). Bei der Vergrößerung Wiens von 1850 bis 1938 mussten, um Orientierungssicherheit zu bieten, immer wieder Doppel- oder Mehrfachbenennungen behoben werden.
Nach 1918 benannte das Rote Wien einige nach Habsburgern benannte Verkehrsflächen um. So wurde z. B. im 9. Bezirk aus der Elisabethpromenade die Rossauer Lände, der Maximilianplatz wurde zum Freiheitsplatz (heute Rooseveltplatz).
In der Zeit der Diktatur 1934–1938 wurden nach linken Personen und Institutionen benannte Verkehrsflächen umbenannt: Im 2. Bezirk wurde aus der Lassallestraße vorübergehend die Reichsbrückenstraße, aus dem Volkswehrplatz der Erzherzog-Karl-Platz (heute Mexikoplatz).
In der Zeit des Nationalsozialismus von 1938 bis 1945 wurden zahlreiche Straßen in Wien umbenannt, insbesondere solche, die nach jüdischen, austrofaschistischen und sozialdemokratischen Persönlichkeiten benannt waren. Ein Beispiel dafür ist die Arnsteingasse, die nach dem angesehenen jüdischen Bankier Nathan Adam von Arnstein benannt war (und heute wieder ist), jedoch 1938 zu Ehren des preußischen Generalfeldmarschalls Blücher umbenannt wurde. Die meisten Umbenennungen zwischen 1934 und 1945 wurden nach Ende des Zweiten Weltkriegs wieder rückgängig gemacht.
Umbenennungen sind bei Anrainern unbeliebt und werden daher heute nur in seltenen Fällen durchgeführt, wenn sich die namensgebende Person beispielsweise nachträglich als historisch besonders belastet erweist (siehe untenstehenden Abschnitt „Straßennamen als politische Erinnerungsorte“). Ein prominentes Beispiel hierfür war die Umbenennung des Dr.-Karl-Lueger-Rings in Universitätsring im Jahr 2012.

#### Neubenennungen
Wiener Straßen dürfen nach den vom Gemeinderat festgelegten Regeln heute nur Namen von Persönlichkeiten tragen, deren Tod mindestens ein Jahr zurückliegt („Interkalarfrist“). Vorschläge für die Benennung von neuen Straßen können von jedermann bei der betreffenden Bezirksvorstehung eingereicht werden. Die Entscheidung über neue Verkehrsflächenbenennungen erfolgt im Gemeinderatsausschuss für Kultur und Wissenschaft.
In den letzten Jahren ist die Tendenz erkennbar, dass von der Stadt Wien bis dato unbenannte Verkehrsflächen (meist kleine Plätze im Zuge von benannten Verkehrsflächen) zu Ehren bekannter Persönlichkeiten benannt werden. Die konkreten Adressen anrainender Gebäude sind regelmäßig auf die zuvor schon bestanden habenden Straßennamen abgestellt.
Die Bruno-Kreisky-Gasse neben dem Bundeskanzleramt weist beispielsweise weder zum Bundeskanzleramt noch zum auf der anderen Gassenseite anrainenden Innenministerium einen Eingang auf, so dass keine Postadresse anfiel. Weitere Beispiele sind der Leopold-Gratz-Platz hinter dem Parlament und die in Mariahilf liegenden Verkehrsflächen Kurt-Pint-Platz, Oskar-Werner-Platz und Bundesländerplatz sowie der Anna-Strauss-Platz in Hietzing.
Das zuständige Kulturressort der Stadt Wien begründet diese Praxis damit, man wolle Anrainern Adressänderungen ersparen. Gängige, heute jedoch seltener gebrauchte Alternativen wären etwa Denkmäler, Gedenktafeln oder die Benennung von Wohnhausanlagen. In letzter Zeit wurden auch viele kleinere Parks, die bisher noch keinen Namen trugen, nach bekannten Persönlichkeiten benannt.
In einer statistischen Untersuchung für den Zeitraum von Oktober 2008 bis November 2009 stellte Elisabeth Ponocny-Seliger fest, dass im Untersuchungszeitraum mit einer Quote von 2:1 eine Geschlechterungleichheit zugunsten von Männern besteht. Auch wurden nach Frauen nur Wege benannt, Plätze und Straßen nach Männern.

#### Rechtschreibreformen 1901 und 1996
Die allgemeine deutsche Rechtschreibreform von 1901 wirkte sich bei Wiener Straßennamen teilweise erst nach Jahren aus: Aus Carl wurde Karl, aus Rudolph Rudolf, aus der Grüne-Thorgasse im 9. Bezirk die Grünentorgasse.
Der Wiener Gemeinderat hat am 17. Dezember 1999 beschlossen,
die Rechtschreibreform von 1996 für Straßennamen zu übernehmen:
(PrZ 299-M07, P 49) In Abänderung des GRB vom 30. Jänner 1981 werden für die Schreibung von Verkehrsflächenbezeichnungen und geografischen Namen die Grundsätze der Wiener Nomenklaturkommission dahingehend ergänzt, dass grundsätzlich die Neue Rechtschreibung Anwendung findet. Auf Straßentafeln, Orientierungsnummerntafeln und dergleichen sowie in Personaldokumenten ist die geänderte Schreibweise nur bei Neuanbringung bzw. Neuausstellung zu berücksichtigen.
Da die neue Schreibung nur in neu auszustellenden Dokumenten, neu zu schreibenden Texten bzw. bei neu anzubringenden Schildern anzuwenden ist, bisherige Straßentafeln nicht auszutauschen waren und der Beschluss nicht aktiv kommuniziert wurde, sind die neuen amtlichen Schreibungen zehn Jahre später vielfach noch ungewohnt: Esslinger Hauptstraße, Hardegggasse (die neue Schreibung wurde bei der 2010 eröffneten U-Bahn-Station Hardeggasse mit Absicht, jedoch ohne zureichenden Grund nicht angewandt), Schillloch, Nussdorfer Straße, Rossauer Lände, Schönbrunner Schlossstraße usw. usf.
Insbesondere haben die Wiener Linien und der Verleger eines Wiener Buchplanes, Freytag & Berndt, die zahlreiche topografische Namen kommunizieren, bis 2016 in ihren Medien und an ihren Fahrzeugen noch nicht auf die neue Rechtschreibung umgestellt.
Die Straßenverzeichnisse aller Bezirke berücksichtigen die neue Rechtschreibung.
Es blieb bis dato offen, ob die Rechtschreibreform zum Anlass zu nehmen wäre, ß-Schreibungen in Namen, die der Originalschreibweise nicht entsprechen, auf die originale ss-Schreibung zurückzuführen. Beispielsweise wurde 2006 nach der Mutter des „Walzerkönigs“ der Anna-Strauss-Platz in Hietzing benannt; Initiativen, nun auch die Johann-Strauß-Gasse auf die originale Schreibung des Familiennamens umzustellen, sind nicht bekannt. Auch bei der Rienößlgasse im 4. Bezirk, nach Franz Rienössl benannt, steht die Änderung aus.

#### Straßennamen als politische Erinnerungsorte
Der im Auftrag des Kulturressorts der Wiener Stadtverwaltung erstellte und im Juli 2013 publizierte Bericht Straßennamen Wiens seit 1860 als politische Erinnerungsorte betrifft 159 Straßennamen, von denen nach Empfehlung der wissenschaftlichen Autoren 28 intensiv zu diskutieren wären. Der Bericht ist mit vier elektronischen Konvoluten von Beilagen über die Website der Wiener Stadtverwaltung zugänglich. Er wurde 2014 in Buchform herausgebracht.
Es gibt Einzelfälle wie die Arnezhoferstraße im 2. Bezirk, wo der Bericht bisherigen Annahmen widerspricht: Arnezhofer war der erste Pfarrer der Leopoldstädter Kirche, es wurde eine aktive Rolle in der Vertreibung der Wiener Juden 1670 angenommen (2008 gab es sogar eine Bürgerinitiative, die auf dieser Grundlage die Umbenennung nach einer im KZ umgekommenen Wienerin forderte); diese Anschuldigung hat sich jedoch nicht bestätigen lassen. In anderen Fällen, wie z. B. der Maria-Jacobi-Gasse, erwarten die Berichtsautoren weitere Klärungen (Maria Jacobi war als Wohlfahrtsstadträtin die politisch Zuständige für die Vorgänge im Kinderheim von Schloss Wilhelminenberg, das Ausmaß ihrer Informiertheit war zum Zeitpunkt des Berichts nicht klar).

## Beschilderung

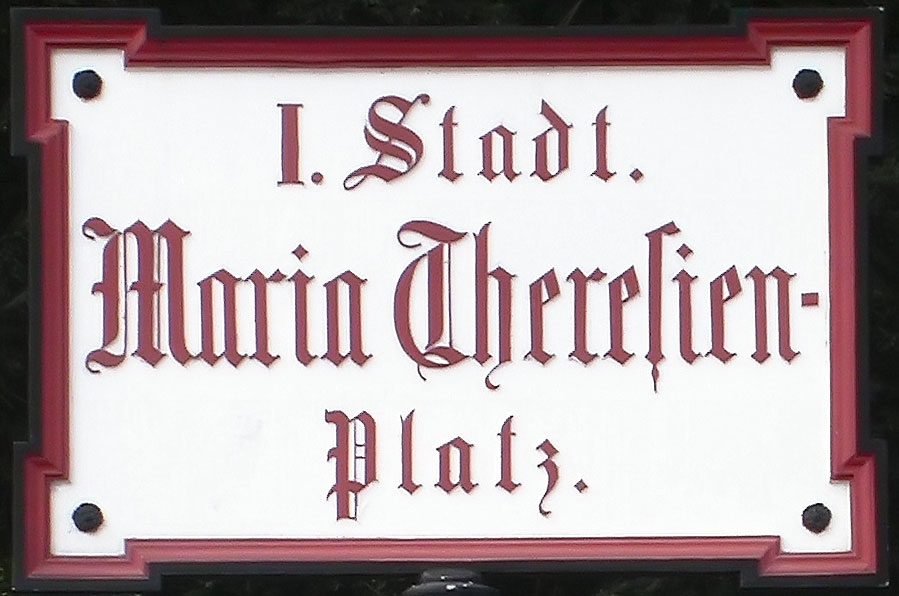
Nachgebildetes historisches Straßenschild

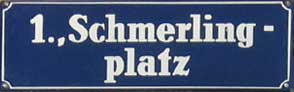
Straßenschild aus der klassischen Benennungsära: Damals wurden zur Ehrung der fast ausschließlich männlichen Namensgeber, ausgenommen bei Angehörigen des Hauses Habsburg, nur die Familiennamen verwendet

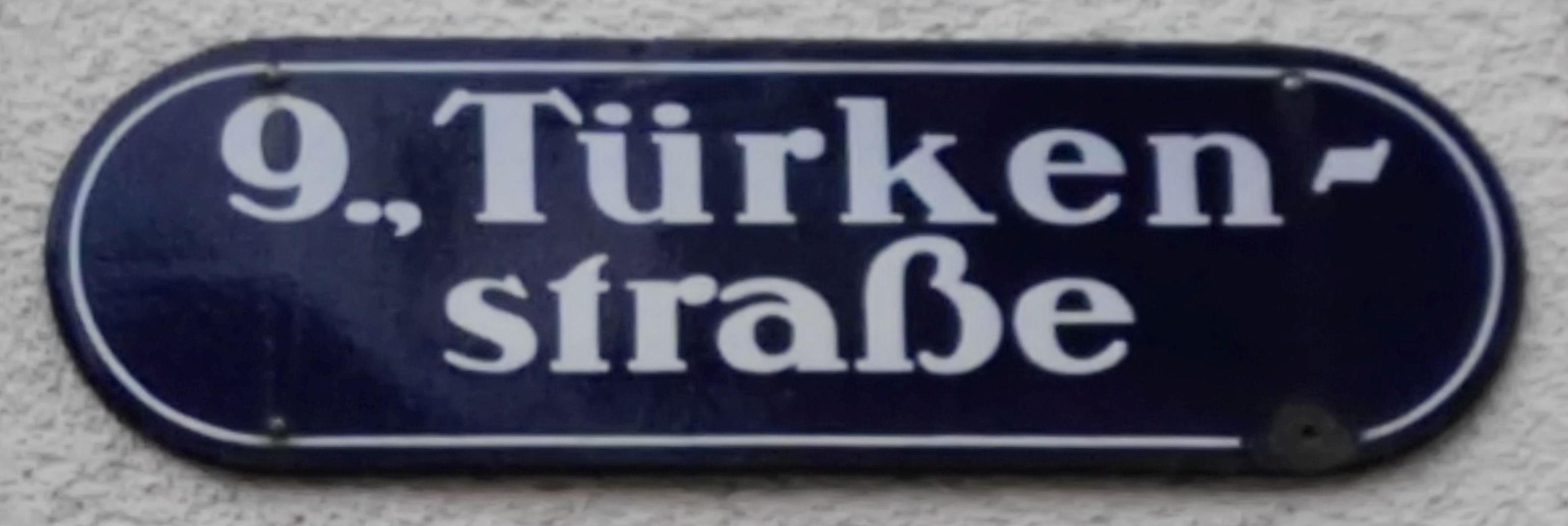
Straßenbenennungstafeln mit abgerundeten Ecken, wie sie auf Gebäuden in quer zu Radialstraßen verlaufenden Straßen bis 1944 angebracht wurden. Vereinzelt sind solche Tafeln bis heute zu finden

1782 wurde von der Regierung erstmals verordnet, in Wien die Straßennamen auf die Häuser zu schreiben (siehe Abschnitt Hausnummern). Da die Farbe der Beschriftung immer wieder verblasste, war diese Regel für die Orientierung in der modernen Großstadt ungeeignet.
Michael Winkler, von dem der in Wien realisierte Vorschlag für das System der Hausnummern stammt, stellte von 1862 an als Schilderfabrikant im Auftrag des Magistrats die entsprechenden Schilder her. Die einzelnen Straßen wurden, soweit noch keine Namen bestanden, neu benannt. Parallel zum Ring, somit im Kreissegment um das Stadtzentrum verlaufende Straßen und Gassen erhielten ovale Straßenschilder. Radial, also senkrecht zum Ring stadtauswärts führende Verkehrsflächen wurden mit rechteckigen Straßentafeln versehen. Außerdem bekamen die Straßenschilder der einzelnen (damals neun) Bezirke verschiedene Randfarben:
- 1. Bezirk: rot
- 2. Bezirk: violett
- 3. Bezirk: grün
- 4. Bezirk: rosa
- 5. Bezirk: schwarz
- 6. Bezirk: gelb
- 7. Bezirk: blau
- 8. Bezirk: grau
- 9. Bezirk: braun

Später eingemeindete Bezirke erhielten eine rote Umrandung. Diese Regelung war bis 1920 gültig.
Sie wurde durch eine neue, einheitliche Regelung abgelöst. Die Rahmen der traditionellen Straßenschilder aller Bezirke wurden nun einheitlich rot bemalt, die Beschriftung, damals noch in Frakturschrift, wurde für Plätze rot gestaltet, für Straßen und Gassen schwarz.
Im Jahre 1923 erschien dem „Roten Wien“ die Fraktur nicht mehr zeitgemäß. Nun wurde nicht mehr nur die Färbelung der Schilder verändert: Es wurden völlig neue Schilder angebracht. Es handelte sich um blaue Emailschilder mit weißen arabischen Bezirkszahlen (z. B. 13.,) und lateinischen Buchstaben, wie sie im Wesentlichen bis heute bestehen. Die Schreibung der Straßennamen wurde an die damalige Rechtschreibung angepasst (Beispiel: 3., Ungargasse statt III. Landstraße / Ungar Gasse).
Von 1926 bis 1944 wurden im 2. bis 21. Bezirk die Straßenschilder der quer zu den Radialstraßen gelegenen Verkehrsflächen an den Ecken abgerundet, vereinzelt sind solche Tafeln bis heute an Gebäuden vorzufinden. Damit sollte die Orientierung erleichtert werden; in den Außenbezirken, deren Straßenverlauf oft keinen Bezug zum Stadtzentrum erkennen lässt, war dies schwierig umzusetzen. Seit 1944 sind alle Straßenschilder in Wien gleich, ausgenommen Ensembles historischer Architektur, in denen seit den 1980er Jahren Kopien der Straßenschilder nach den Regeln von 1862 (weiße Tafeln, schwarze Frakturschrift) angebracht wurden.
Derzeit sind in Wien über 100.000 Verkehrsflächennamenstafeln angebracht. Da sie zu Zeiten unterschiedlicher Schreibregeln angebracht wurden und der Austausch aus Sparsamkeit nicht stattfindet, sieht man zahlreiche Tafeln, die den aktuellen Schreibregeln nicht entsprechen. Beispiele:
- 22., Erzherzog Karl-Straße, richtig: 22., Erzherzog-Karl-Straße (Wien hat nach Jahrzehnten einer Sonderregelung 1981 die deutsche Regel der kompletten Durchkopplung übernommen.)
- 2., Straße-des-Ersten-Mai, richtig: 2., Straße des Ersten Mai (Durchkopplung irrtümlich angewandt)
- 9., Nußdorfer Straße, richtig: 9., Nussdorfer Straße (1999 wurde die Anwendung der Rechtschreibreform auf Wiener Straßennamen beschlossen.)

Die Beschriftung der Straßenbenennungstafeln erfolgt nach den Grundsätzen der Wiener Nomenklaturkommission. Die Emailletafeln werden von der Ybbsitzer Firma Riess hergestellt. Fehlende Straßenbenennungstafeln können von jedermann via Online-Formular der Stadt Wien auf deren Webseite bekanntgegeben werden, worauf hin die Anbringung in der Regel veranlasst wird.

### Zusatztafeln

Die Straßentafel der Längenfeldgasse in Wien mit Zusatztafel zur Erklärung

Schon vor dem Ersten Weltkrieg wollte man die interessierte Bevölkerung darüber informieren, nach wem diese Straße oder jener Platz benannt ist und so wurde im Gemeinderat der Beschluss gefasst, darüber mittels Zusatztafeln zu informieren. Allerdings fehlte das Geld, ebenso im Jahr 1926. Als 1956 ein Teil der Ringstraße nach Karl Renner benannt wurde, brachte man einen Prototyp solcher Zusatztafeln an.
Erst 1993 wurde diese Idee auf breiterer Basis in die Realität umgesetzt. Bürgermeister Helmut Zilk enthüllte am 16. September unter den Klängen der Gardemusik im zweiten Bezirk die ersten drei Zusatztafeln (Kafka-, Mach- und Engerthstraße). Heute erklären bereits mehr als 400 Tafeln die Herkunft der jeweiligen Straßennamen.

## Hausnummern

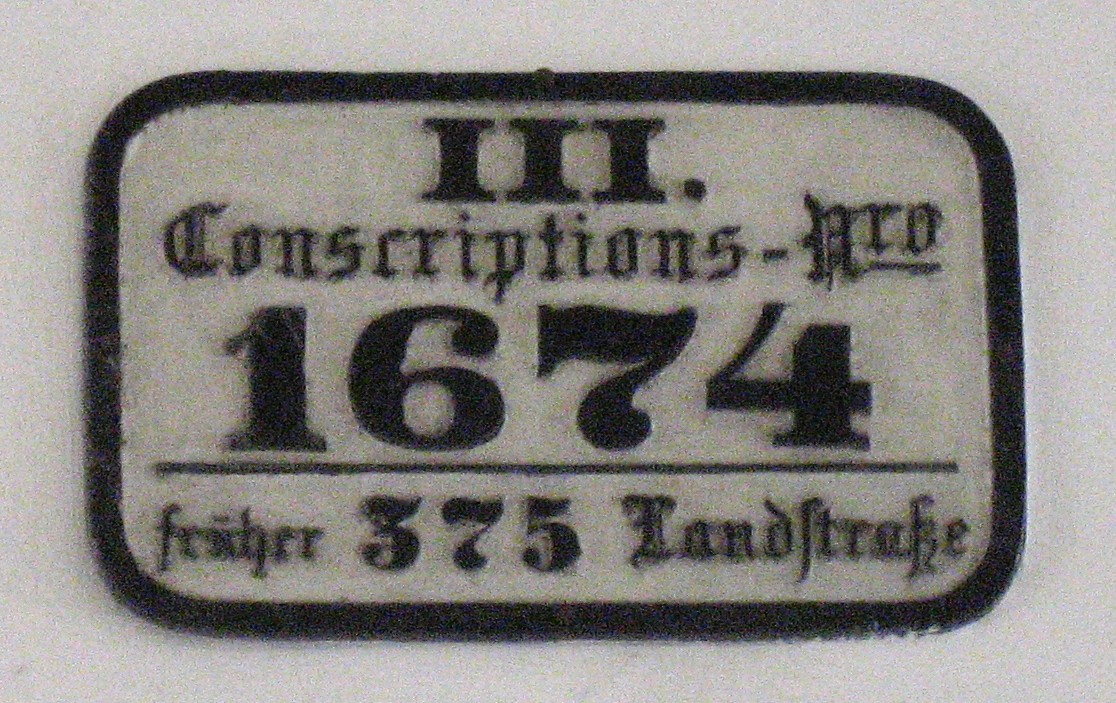
Haus Ungargasse 27 im heutigen 3. Bezirk: Conscriptions-Nr. 1674, früher 375 Landstraße

Die erste Durchnummerierung der Häuser erfolgte 1566 als Folge der so genannten Hofquartierspflicht, die unter Ferdinand I. eingeführt wurde.
Mit dem Patent vom 10. März 1770 erfolgte in Wien erstmals die Nummerierung der Häuser durch Konskriptionsnummern. Diese sollten die Briefzustellung und die Rekrutierung durch das Militär erleichtern. Die Nummern wurden fortlaufend für die ganze Stadt, nicht nach Straßen geordnet, auf die Hausfassaden aufgemalt und verblassten daher bald. Am 4. Februar 1782 wurde auch die Anbringung des Straßennamens angeordnet, der mit schwarzer Farbe aufgebracht wurde.
Das System der Konskriptionsnummern wurde insbesondere durch Neubauten schnell unübersichtlich, es gab daher 1795 und 1821 in der Stadt eine Umnummerierung. Zusätzlich gab es noch Änderungen in einzelnen Vorstädten (in Gumpendorf fünfmal). Seit 1842 wurde zusätzlich zum Straßennamen auch der Name der Vorstadt angebracht.
Die 1850 erfolgte Eingemeindung der Vorstädte hätte nach den damals geltenden Regeln die durchgehende Neunummerierung mit Nummern bis über 10.000 erfordert. Die Kaiserliche Verordnung mit der Vorschrift für die Vornahme der Volkszählungen vom 23. März 1857
legte deshalb in § 11 fest: Für ausgedehnte Städte kann auch eine gassenweise Nummerierung stattfinden. Allerdings war laut Vorschrift innerhalb einer Gasse die fortlaufende Nummerierung nicht nach der Lage eines Wohnhauses (oder eines für ein Haus freigehaltenen Grundstücks), sondern nach dem Zeitpunkt der Vergabe der Hausnummer vorgesehen, – eine zur Orientierung unbrauchbare Regel.
Die Wiener Stadtverwaltung wählte 1862, wohl mit Zustimmung der Regierung, eine orientierungsfreundlichere Nummerierungsmethode: So wurde mit Beschluss des Gemeinderates vom 2. Mai 1862 das vom Unternehmer Michael Winkler (* 17. Juli 1822 in Místek; † 20. April 1898 in Wien)
mitentwickelte System einer gassenweisen wechselseitigen Hausnummerierung eingeführt, bei der die Radialstraßen von der Stadtmitte weg und die Querstraßen im Uhrzeigersinn aufsteigend nummeriert werden, wobei die ungeraden Hausnummern der linken Straßenseite zugewiesen werden. Es wird daher auch teilweise als Winklersches System der Hausnummern bezeichnet.
Am 24. Oktober 1958 beschloss der Gemeinderat die aktuelle einheitliche Hausnummerierung im Stil der Straßenbeschriftung (blaue Tafeln, weiße Schrift). Die Vorschrift trat am 1. Jänner 1959 in Kraft.
Die höchste verwendete Hausnummer findet sich im 23. Bezirk an der Breitenfurter Straße: 603; nicht allzu weit weg besteht an der anderen Straßenseite Nr. 558. Auf dem Stadtplan ist an dieser Straßenseite noch ein Objekt direkt an der Stadtgrenze mit der Nummer 564 angeführt. Sehr hohe Nummern wurden auch an der Simmeringer Hauptstraße im 11. Bezirk nötig: 501 bzw. 336 (983 und 992 sind ein Glashaus und ein Wald abseits der Straße), ebenso an der Linzer Straße im 14. Bezirk mit den Nummern 508 bzw. 487.
Fehlende Hausnummerntafeln können von jedermann via Online-Formular der Stadt Wien auf deren Webseite bekanntgegeben werden, worauf hin die Anbringung in der Regel veranlasst wird.
| Bezirk heute | ehem. Ort / Gemeinde               | Jahre           | Jahre | Jahre          | Jahre          | Jahre |
| ------------ | ---------------------------------- | --------------- | ----- | -------------- | -------------- | ----- |
| 1            | [Innere] Stadt                     | 1773            | 1795  | 1821           |                |       |
| 2            | Leopoldstadt                       | 1773            | 1795  | 1821           |                |       |
| 2            | Jägerzeile                         | 1773            | 1795  | 1821           | 1827           |       |
| 3            | Landstraße                         | 1773            | 1795  | 1821           | 1830           |       |
| 3            | Erdberg                            | 1773            | 1795  | 1821           |                |       |
| 3            | Weißgerber                         | 1773            | 1795  | 1821           |                |       |
| 4            | Wieden                             | 1773            | 1795  | 1821           | 1830           |       |
| 4            | Schaumburgergrund                  | 1816            |       |                |                |       |
| 4            | Hungelbrunn                        | 1773            |       |                |                |       |
| 5            | Laurenzergrund                     | 1804 (1799)     |       |                |                |       |
| 5            | Matzleinsdorf                      | 1773            | 1795  |                |                |       |
| 5            | Nikolsdorf                         | 1773            | 1795  |                |                |       |
| 5            | Margareten                         | 1773            | 1795  | 1821           |                |       |
| 5            | Reinprechtsdorf                    | 1773            | 1795  |                |                |       |
| 5            | Hundsturm                          | 1773            | 1795  | 1816 (1812/13) | 1829 (1822/23) |       |
| 6            | Laimgrube                          | 1773            | 1795  | 1821           |                |       |
| 6            | Windmühle                          | 1773            | 1795  | 1821           |                |       |
| 6            | Mariahilf                          | 1773            | 1795  | 1830           |                |       |
| 6            | Magdalenengrund                    | 1773            | 1795  |                |                |       |
| 6            | Gumpendorf                         | 1773            | 1795  | 1808 (1807)    | 1821           | 1830  |
| 7            | Spittelberg                        | 1773            |       |                |                |       |
| 7            | St. Ulrich untern Guts             | 1773            | 1795  | 1821           |                |       |
| 7            | St. Ulrich obern Guts              | 1773            |       |                |                |       |
| 7            | Neubau (Neustift)                  | 1789 (1786)     | 1795  | 1808 (1807)    | 1821           |       |
| 7            | (Ober-Neustift – Neu-)Schottenfeld | 1789 (1786)     | 1808  | 1828           |                |       |
| 8            | Josefstadt                         | 1773            | 1795  | 1821           | –1827          |       |
| 8/7          | Altlerchenfeld                     | 1773            | 1795  |                |                |       |
| 8            | Strozzigrund                       | 1773            | 1795  |                |                |       |
| 8/9          | Alservorstadt                      | 1773            | 1795  | 1821           |                |       |
| 8            | Breitenfeld                        | 1812 (1802)     | 1821  |                |                |       |
| 9            | Michelbeur. Grund                  | 1795/96? (1773) | 1821  |                |                |       |
| 9            | Rossau                             | 1773            | 1795  |                |                |       |
| 9            | Thury                              | 1773            | 1795  |                |                |       |
| 9            | Himmelpfortgrund                   | 1773            | 1795  |                |                |       |
| 9            | Liechtental                        | 1773            | 1795  |                |                |       |
| 9            | Althann                            | 1773            |       |                |                |       |

Erste Nummerierungen fanden ab 1771 statt, Häuserverzeichnisse erschienen aber erst ab 1773.
Quellen:

1) Rudolf Geyer: Handbuch der Wiener Matriken – Ein Hilfswerk für Matriken-Führer und Familienforscher, 1929

2) abweichende Zahlen in Klammer: Felix Czeike: Historisches Lexikon Wien, 1992–2004.

## Straßenbelag

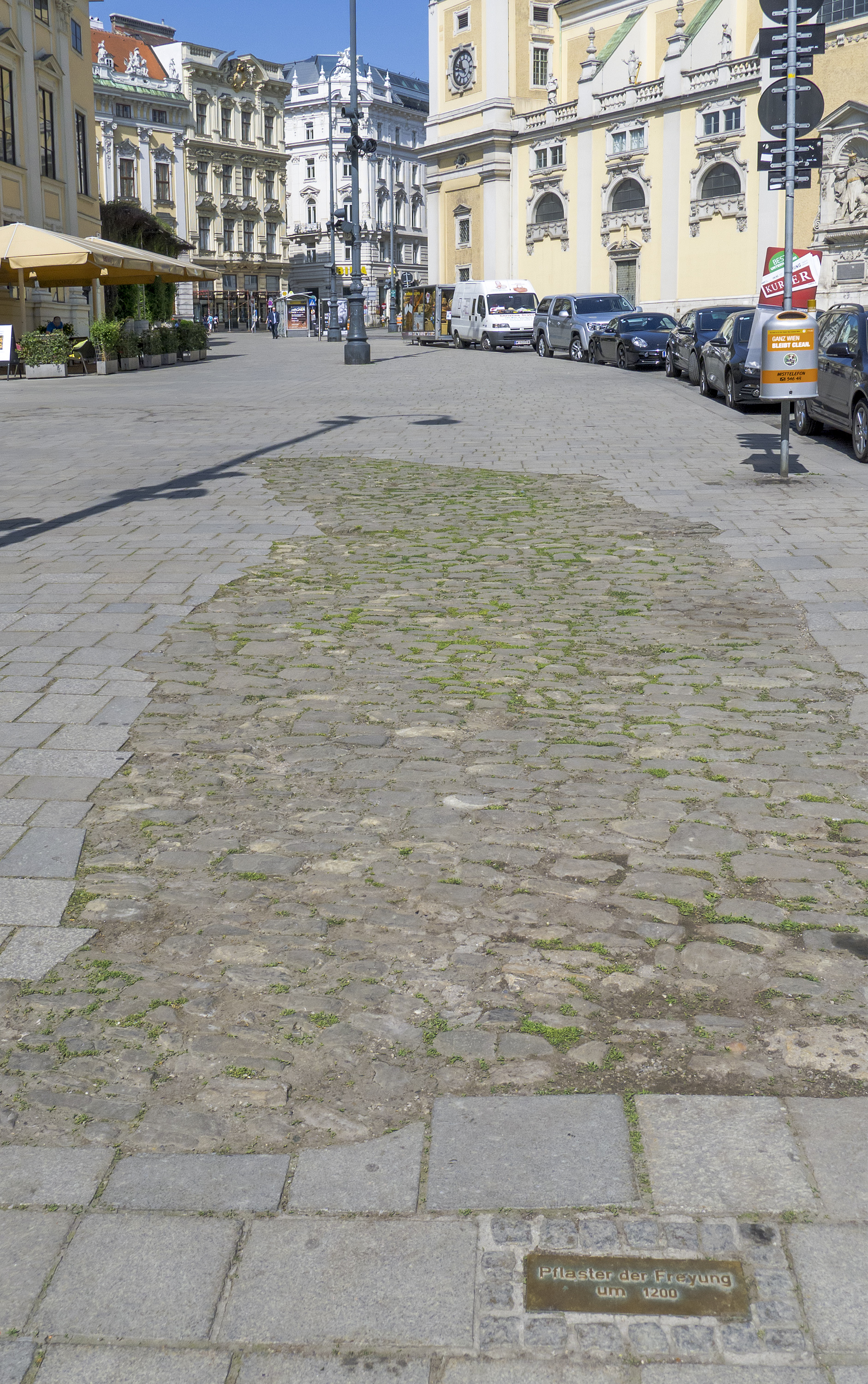
Mittelalterliche Pflastersteine (1., Freyung)

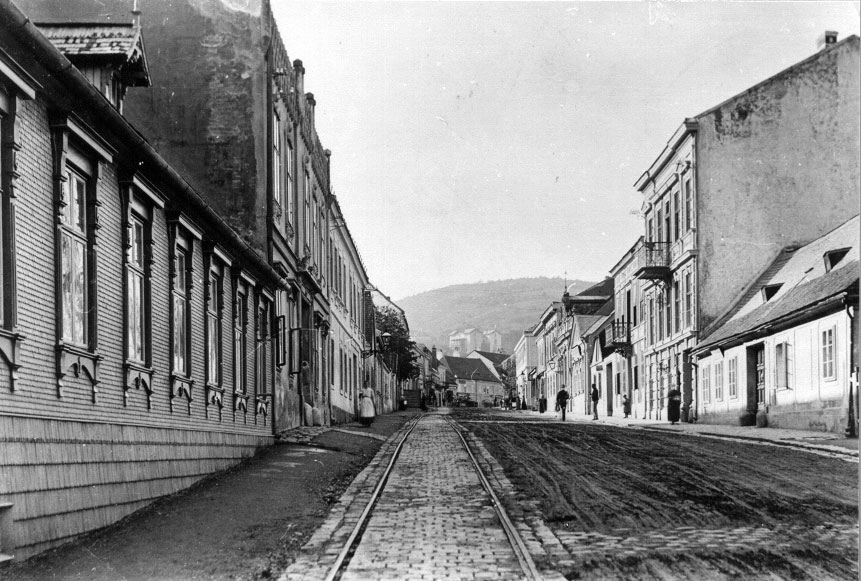
Unbefestigte Straße; die Gleiszone der Dampftramway-Gesellschaft vormals Krauss & Comp. ist gepflastert (13., Hietzinger Hauptstraße in Ober-St.-Veit, vor 1908)

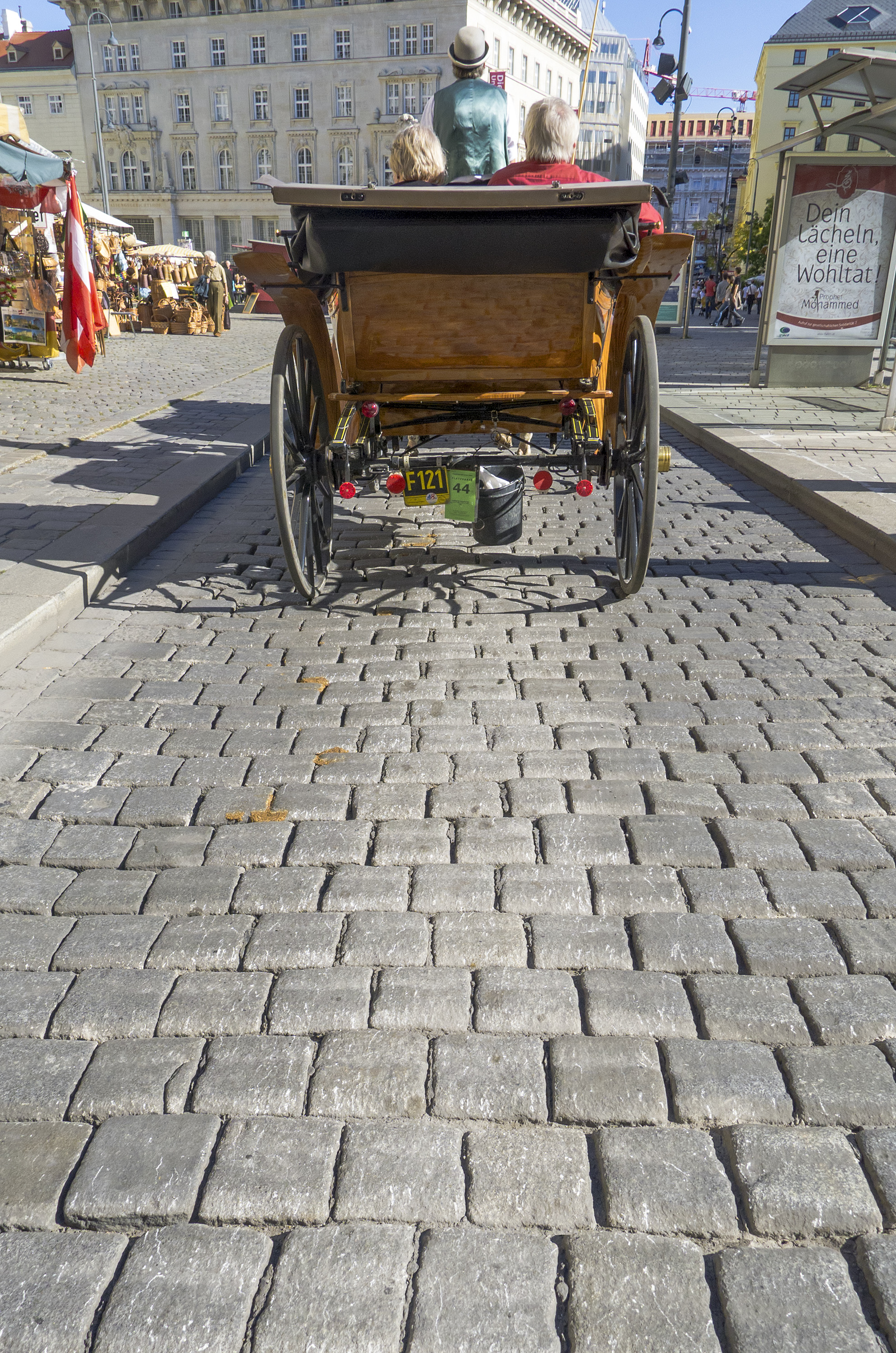
Abnützung von Pflastersteinen durch Pferdefuhrwerke (1., Freyung)

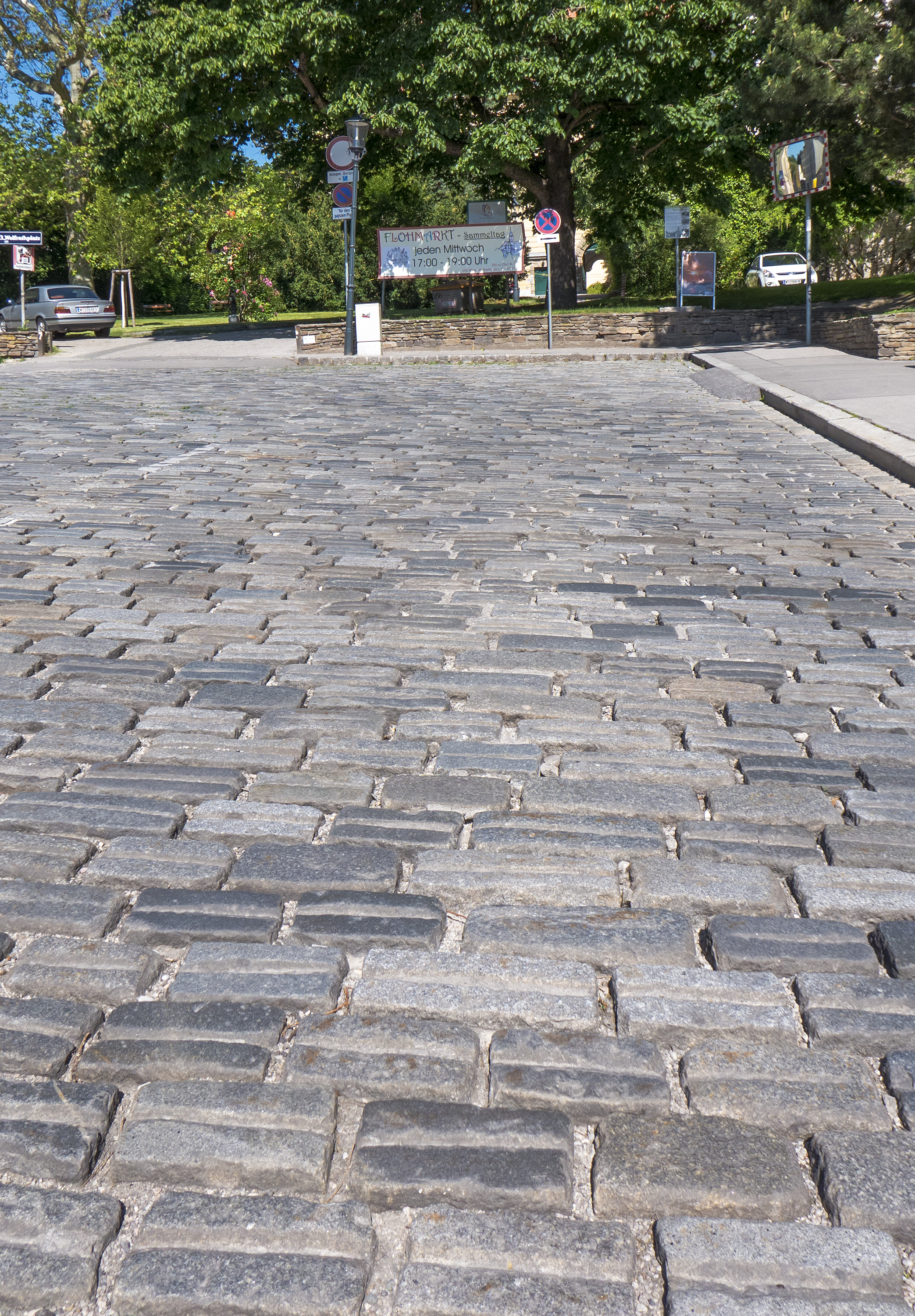
„Geritzte“ Steine (13., Ober-St.-Veit, Wolfrathplatz)

Bis ins Mittelalter waren unbefestigte Straßen die Norm, die früheren römischen Militärstraßen waren verfallen. Völlig unbefestigte Straßen sind jedoch in Städten nicht zweckmäßig, nicht zuletzt weil sie bei Trockenheit staubig und bei starkem Regen schlammig sind.

### Schotter
Eine sehr einfache Form der Straßenbefestigung bestand darin, sie mit Schotter zu belegen. Ein großer Nachteil war dabei, dass bei Trockenheit viel Staub aufgewirbelt wurde, der die Gesundheit der Bürger beeinträchtigte. Als Abhilfe wurden in Wien wichtige Straßen mit Wasser besprüht. So wurden beispielsweise in Ober-St.-Veit im 13. Bezirk 1915 die Straßen zweimal täglich mittels Spritzwägen oder Schlauchkarren befeuchtet, die Hauptstraßen sogar dreimal.

### Makadam
Eine Verbesserung der Schotterstraße war die Makadam-Straße. Bei dieser Bauweise bildeten drei Schichten mit jeweils unterschiedlich großen, gebrochenen und gut verdichteten Gesteinskörnungen den Straßenoberbau. Der Aufbau bestand aus drei Lagen Schotter von unterschiedlicher Körnung, die auf einer gewölbten Grundfläche aufgebracht wurden, mit seitlichen Gräben zur Entwässerung. Die unteren beiden Lagen bestanden aus Schotter (mit einer Korngröße bis zu 8 cm) in einer Gesamtdicke von 20 cm, darauf wurde dann eine Lage Splitt 2,5 cm Korngröße in einer Dicke von 5 cm aufgebracht. Die Lagen wurden jeweils einzeln mit einer schweren Walze und unter Zugabe von Wasser verdichtet. Diese Methode war zwar sehr arbeitsintensiv, erzielte aber einen festen und selbstentwässernden Straßenbelag. Entwickelt wurde diese Bauweise zu Beginn des 19. Jahrhunderts von dem schottischen Erfinder John Loudon McAdam; die Verballhornung seines Familiennamens führte zur Bezeichnung „Makadam“.
Mit dem Aufkommen der Automobile verschwanden Makadam-Straßen allmählich. Der Unterdruck unter schnellfahrenden Fahrzeugen saugte den Staub und feine Sandpartikel aus der Oberfläche, was dazu führte, dass auch die gröberen Partikel ihre Verbindung verloren. Außerdem entstanden unangenehme Staubwolken.

### Pflasterung
Das Belegen einer Straße mit Steinen führt zu einer stabilen und staubfreien Oberfläche. Als erste europäische Stadt erhielt Paris 1185 Straßenpflaster, im 13. Jahrhundert folgten die großen italienischen Städte. Die erste Straßenpflasterung im deutschsprachigen Raum wurde im frühen 15. Jahrhundert in Nürnberg angelegt, gefolgt von Regensburg und Augsburg.
In Wien wurden auf der Freyung beim Bau einer Tiefgarage einige mittelalterliche Pflastersteine ausgegraben; die Steine wurden nach der Auffindung vor dem Palais Harrach an der Oberfläche verlegt. Durchgängige Pflasterung der Stadt bestand aber damals noch nicht. Erste regelmäßige Straßenpflasterungen in Wien werden für das 17. Jahrhundert vermutet, Belege für befestigte Plätze gibt es ab 1725 und für befestigte Straßen ab 1765. 1778 wurde in der heutigen Inneren Stadt mit systematischer Pflasterung begonnen, in den späteren Vorstädten in den 1820er Jahren. Nicht selten wurden nur die Gehsteige gepflastert, während die Fahrbahnen unbefestigt blieben. 1900 war noch rund die Hälfte der Straßen im Stadtgebiet unbefestigt; 1938 waren es immer noch 40 %.
Die ersten Pflasterstraßen in Wien wurden entweder mit Schieferplatten oder mit Flyschsandstein angelegt, dann ab etwa 1900 mit Steinen aus Mauthausner Granit, einem mittelkörnigen Gestein mit überwiegend blaugrauer Farbe. Der bald einsetzende enorme Bedarf an Pflastersteinen trug zu einer Blüte der Mauthausner Steinindustrie bei; die Steine konnten zudem bequem per Schiff nach Wien geliefert werden. Es wurden oft Großzillen verwendet, die bis zu 200 Tonnen Stein transportieren konnten.
Der bedeutendste Produzent waren die Anton Poschacher Granitwerke, mit zeitweise 2.000 Beschäftigten das größte granitproduzierende Unternehmen der österreichisch-ungarischen Monarchie. Man betrieb zeitweise bis zu 20 Steinbrüche im unteren Mühlviertel gleichzeitig, heute sind es noch acht. Später wurden auch Steine aus der Böhmischen Masse verwendet.
1872 entstand in der Wiener Actiengesellschaft für Straßen und Brückenbauten ein Mitbewerber. Die Firma geriet aber durch den Börsenkrach von 1873 in Schwierigkeiten und wurde 1876 von Anton Poschacher übernommen. Ein weiterer Konkurrent waren in der ersten Hälfte des 20. Jahrhunderts die Wiener Städtischen Granitwerke im Eigentum der Stadt Wien, die einen Steinbruch in Mauthausen besaßen.
Ursprünglich hatten die Wiener Pflastersteine unterschiedliche Größen. 1826 wurde der „Wiener Würfel“ eingeführt, dessen Kantenlänge mit 18,5 cm genormt wurde und sich bis in die heutige Zeit erhalten hat. Die Steine liegen in einem Bett aus Sand. Die Stadtpflasterung war auch eine wichtige Voraussetzung für die Verbesserung der Straßenreinigung, weil die Straßen mit Wasser besprengt und daher gründlich gesäubert werden konnten.
In Wien gab es auch eine Sonderform des Pflasters: Auf steilen Straßen wurden quaderförmige Steine, die eine Ritzung in der Mitte hatten, quer zur Fahrtrichtung verlegt, um den Pferden besseren Halt zu geben. Dieses Wiener Pferdepflaster wurde volkstümlich „Geritzte“ genannt. Am Wolfrathplatz in Hietzing und im Auwinkel in der Inneren Stadt findet sich noch ein originaler Belag mit „Geritzten“, der in Hietzing steht auch unter Denkmalschutz. Als weitere, moderne Sonderform werden gelegentlich auch Pflastersteine aus Beton verlegt.
Gepflasterte Straßen hatten etliche Nachteile. Das Befahren mit Fuhrwerken war holprig und produzierte erheblichen Lärm, daher wurde nicht selten vor Spitälern, Adelspalästen oder Amtsgebäuden Stroh aufgeschüttet, um den Lärm zu dämpfen. Die Stahlreifen der Fuhrwerke und der Hufschlag der Pferde nützten den Belag rasch ab. Die Abnützung konnte aber rasch und billig behoben werden: Da die Pflastersteine Würfel mit sechs Flächen sind, kann man abgenützte Steine herausziehen, drehen und dann wieder einsetzen. Auf diese Art kann jeder Pflasterstein sechsmal verwendet werden, was auch heute noch so gehandhabt wird.
Pflasterstraßen wurden – und werden – von Pflasterern errichtet und instand gehalten. Dies ist ein Lehrberuf, dessen Ausbildungszeit drei Jahre beträgt. In Wien besteht eine Schule für Pflasterer in der Berufsschule für das Baugewerbe (BS Bau), 22., Wagramer Straße 65.

### Asphalt

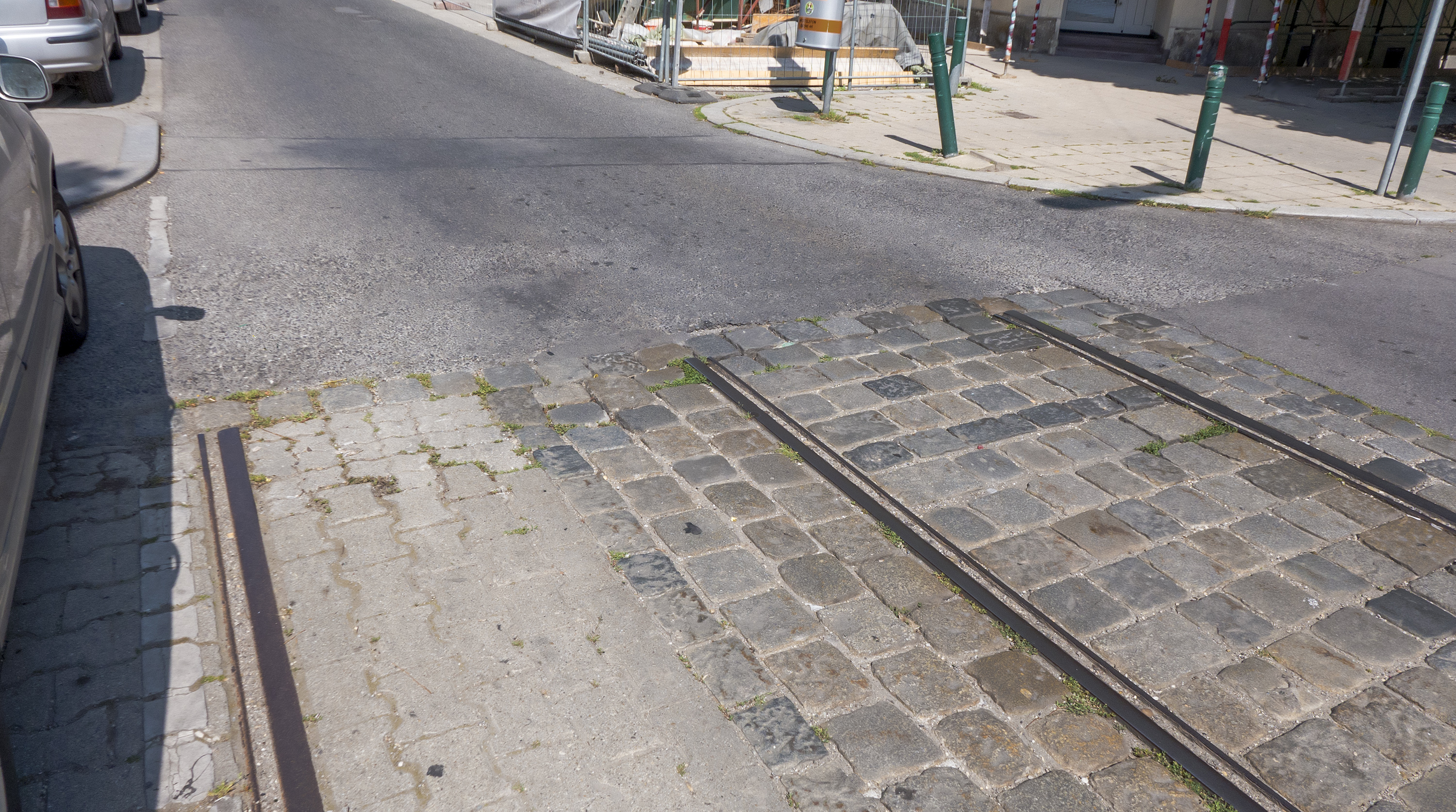
Verwahrloster Straßenbelag mit Asphalt, Granitsteinen, Betonsteinen und Schienen (10., Favoriten, Antonsplatz)

Es wurden immer wieder Alternativen zum Granitstein erprobt, etwa Pflaster aus Zement, Kautschuk oder Holz, dies bewährte sich jedoch nicht. Erst in den 1830er Jahren wurden in Lyon und Paris Straßen mit Asphalt befestigt, was zu befriedigenden Ergebnissen führte. Asphalt ist eine Mischung aus Sand und Splitt, verbunden mit dem Bindemittel Bitumen.
In Wien wurde ab 1872 mit Asphalt experimentiert, ab 1894 wurden Asphaltbeläge für einige Gehsteige verwendet. Ab 1922 wurden auch Straßen asphaltiert, allerdings hatten 1938 erst 3,2 % der Wiener Straßen diesen Belag. Asphaltstraßen waren zwar leicht herzustellen, wurden aber zunächst für nachteilig befunden, da sie vor allem bei Nässe für beschlagene Pferde rutschig waren. Das änderte sich nach der stärkeren Verbreitung des Automobils. Nun war die glatte Oberfläche ein Vorteil, und in den folgenden Jahrzehnten wurden die meisten Wiener Straßen asphaltiert. An vielen Stellen wurde der hochwertige Pflasterbelag gar nicht entfernt, sondern einfach eine Asphaltschicht darübergelegt.

### Teer
Teer ist ein zähflüssiges Gemisch aus organischen Verbindungen, das durch thermische Behandlung organischer Naturstoffe gewonnen wird (Pyrolyse). Der Schweizer Arzt Ernest Guglielminetti arbeitete um 1900 in Monaco und befand dort, dass die staubigen Straßen eine Gesundheitsgefahr darstellten. Als Folge entwickelte er eine Methode, Teer als Straßenbelag zu verwenden. Mit Unterstützung des Fürsten von Monaco, Albert I., wurden ab 1902 zahlreiche Straßen im Fürstentum geteert.
Bereits im folgenden Jahr erfuhr der Bauunternehmer Hans Felsinger von dieser Bauweise, und im August 1903 wurde die erste Straße in Wien geteert. In den folgenden Jahrzehnten wurde Teer gelegentlich verwendet, konnte sich aber gegen den robusteren Asphalt nicht flächendeckend durchsetzen.
In der zweiten Hälfte des 20. Jahrhunderts wurde erkannt, dass Teer gesundheitsschädlich ist. Seine Verwendung im Straßenbau wurde 1984 in Westdeutschland verboten, 1990 in der DDR, 1991 in der Schweiz und etwa um diese Zeit auch in Österreich.

### Neue Entwicklungen

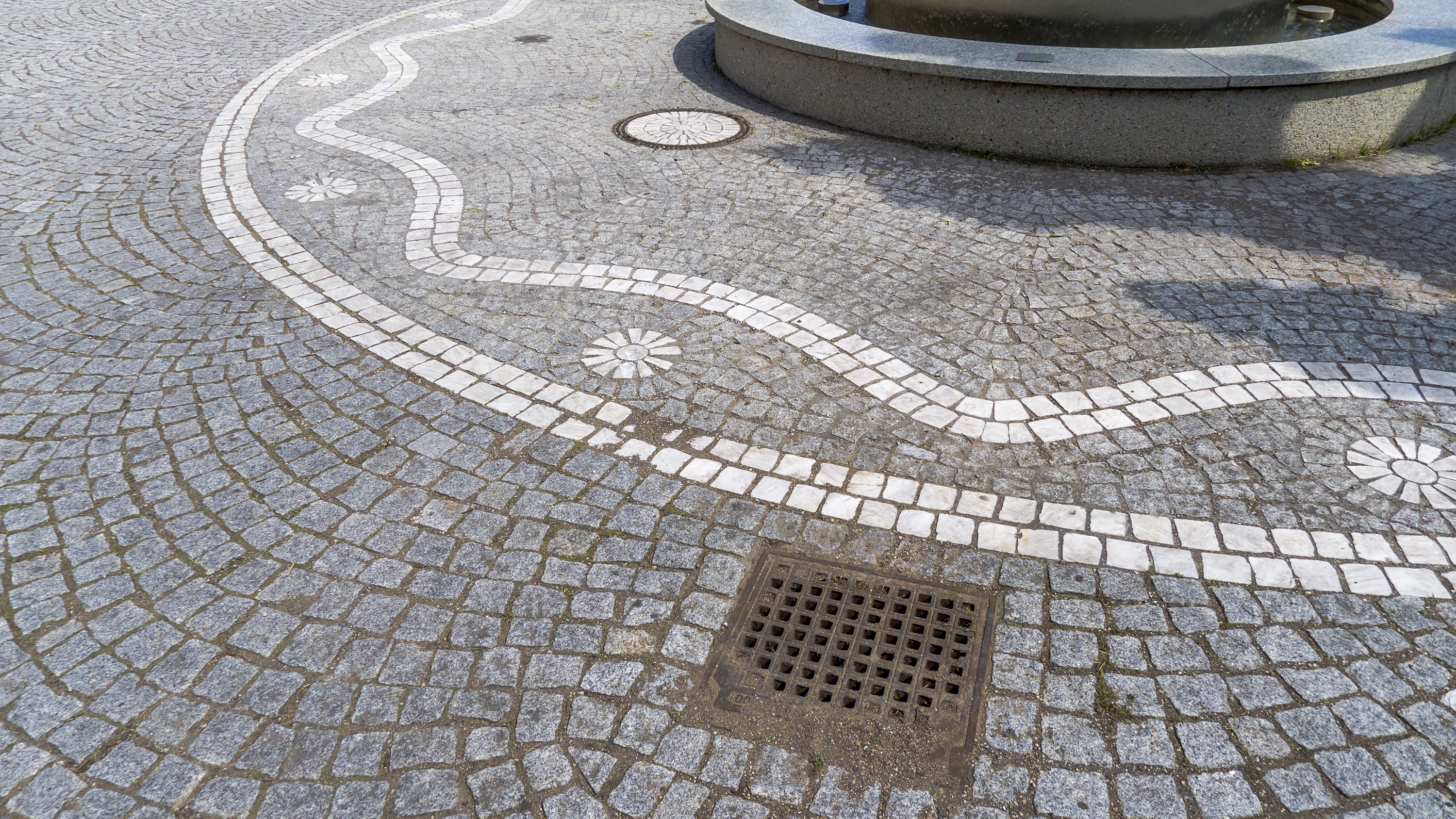
Gestalteter Pflasterbelag in einem Fußgängerbereich (11., Simmeringer Hauptstraße)

In den letzten Jahren kommt es vereinzelt zum Rückbau von Asphaltstraßen und zur Renaissance von Steinbelägen, vor allem in Fußgängerzonen und Begegnungszonen. Der auto- und fahrradgerechte Asphaltbelag wird in diesen Zonen vermehrt als unschön empfunden, während attraktiv gestaltete Pflasterung die Aufenthaltsqualität erhöhen kann. So bekam beispielsweise die Kärntner Straße bei der Restaurierung ihrer Fußgängerzone 2008–2009 einen Belag aus Waldviertler Granit in verschiedenen Grautönen, ebenso 2014 die Mariahilfer Straße.
Während Asphaltbeläge den Boden versiegeln, sind Pflasterstraßen wasser- und luftdurchlässig. Bei Regenfällen ist die Abflussgeschwindigkeit des Oberflächenwassers geringer. Darüber hinaus ist die Anfertigung von Pflastersteinen ökologisch günstiger als die Herstellung von Bitumen aus Erdöl.
Gepflasterte Straßen sind in der Herstellung teurer als Asphalt, über die Lebenszeit der Straße gerechnet jedoch nicht. Pflastersteine aus Granit sind fast unzerstörbar, während Asphaltstraßen immer wieder repariert werden müssen.
Entgegen dem Trend liegt die Höhenstraße, mit 14,8 Kilometer die längste Straße Wiens. Sie wurde 1934–1938 zwecks Arbeitsbeschaffung mit Millionen kleiner Pflastersteine errichtet. Nach 80 Jahren ist nun die Sanierung erforderlich. Das Drehen der Steine wäre noch fünfmal möglich, sodass die Straße eine theoretische Lebensdauer von rund 400 Jahren hätte. Allerdings möchte die Stadtverwaltung den Großteil der Höhenstraße asphaltieren; der diesbezügliche Diskurs ist derzeit (2016) noch im Gange.

## Brücken
Siehe dazu Wiener Donaubrücken, Liste der Donaukanalbrücken und Wiener Wienflussbrücken.
Brücken waren in Wien wie die Straßen lang vor allem nach topografischen Begriffen benannt (z. B. Augartenbrücke über den Donaukanal, Schönbrunner Brücke über den Wienfluss). Dazu kamen Namen von Monarchen und aus dem Adel (z. B. Kronprinz-Rudolf-Brücke über die Donau, Ferdinandsbrücke und Franzensbrücke über den Donaukanal, Lobkowitzbrücke, Rudolfsbrücke, Leopoldsbrücke, Elisabethbrücke und Radetzkybrücke über den Wienfluss). Nach dem Ende der Monarchie 1918 wurden viele aristokratische Namen ersetzt. Um 1900 begannen am Wienfluss auch Brückenbenennungen nach verdienstvollen Persönlichkeiten.

## Ampeln
Im Jahr 1926 wurde die erste Ampel in Wien an der Opernkreuzung im 1. Bezirk installiert und 1951 die erste Ampel für Fußgänger am Stock-im-Eisen-Platz im 1. Bezirk. 1956 wurde die Kreuzung Argentinierstraße und Gußhausstraße (neue Schreibung: Gusshausstraße) im 4. Bezirk mit der ersten automatischen Ampelanlage Wiens ausgestattet. Im Jahr 1959 erfolgte die Einführung des Grünblinkens am Ende der Grünphase der allgemeinen Verkehrslichter, erst Jahre später auch bei Signalen für Fußgänger oder Radfahrer. 1962 wurden zehn Ampeln im Bereich Schottentor mit der Wiener Verkehrsleitzentrale zusammengeschlossen und im Mai 2007 wurde im 9. Wiener Gemeindebezirk, Alsergrund, an der Kreuzung Währinger Gürtel / Nussdorfer Straße die erste digitale Rotlicht-Überwachungsanlage Wiens in regulären Betrieb genommen.
Die Streuscheiben waren anfangs aus Glas, die Gehäuse aus Metall, beide sind längst aus Kunststoff, die Blendenkappen sind heute nur in einen Schlitz eingesteckt.
Es ist anzunehmen, dass die seit um 2015 laufende Umstellung von je einer Glühbirne (E27-Gewinde, 80 Watt) mit Reflektor als Leuchtmittel auf Platinen mit einem Raster aus Leuchtdioden mit Stand 2020 bereits vollständig durchgeführt wurde.

### Online zugängliche historische Straßenverzeichnisse
(Die PDF-Dateien von Google Books sind nur online durchsuchbar.)
- 1563–1587 – Verein für Geschichte der Stadt Wien: Berichte und Mittheilungen des Alterthums-Vereines zu Wien, Band 10, Prandel und Meyer, Wien 1866, S. 97, Ernst Brik: „Materialien zur Topographie der Stadt Wien. Verzeichnis aller Häuser der inneren Stadt Wien und ihrer Besitzer in den Jahren 1563 bis 1587“ (Online-Version).
- 1566–1822 Albert Camesina Ritter v. San Vittore (Autor), Karl Weiss (Bearbeiter), Gemeinderat der kais. kön. Reichshaupt- und Residenzstadt Wien (Hrsg.): Urkundliche Beiträge zur Geschichte Wiens im XVI. Jahrhundert von Albert Camesina Ritter v. San Vittore, Alfred Hölder, Wien 1881, S. 1 Häuser, Strassen und Plätze der inneren Stadt im Jahre 1566. Nach dem Hofquartierbuch (n21 – Internet Archive oder Online in der Google-Buchsuche-USA).
- 1794 – Gegenwärtiger Zustand der k. k. Residenzstadt Wien, Johann Georg Edlen von Mößle, Wien 1794 (Online-Version) (Mehr als ein Straßenverzeichnis, enthält aber viele Informationen dazu, nur Innere Stadt).
- 1809 – Johann Pezzl: Beschreibung und Grundriss der Haupt- und Residenzstadt Wien: Sammt ihrer kurzen Geschichte, Degenschen, Wien 1809, S. 487 „Register der Plätze, Straßen und Gassen in der Stadt / in den Vorstädten [mit Anzahl der Häuser]“ (Online-Version).
- 1816 – Johann Pezzl: Beschreibung der Haupt- und Residenz-Stadt Wien. 4. Auflage, C. Kaulfuss und C. Armbruster, Wien 1816, S. 402 „Register der Plätze, Straßen und Gassen in der Stadt / in den Vorstädten [mit Anzahl der Häuser]“ (Online-Version).
- 1825 – Joseph von Hormayr: Wien, seine Geschicke und Denkwürdigkeiten. 2. Jahrgang, 3. Band bzw. 2. Jahrgang, 4. Band, 1. Heft, Härter, Wien 1825, S. 112 „Überblick der Straßen, Gassen und Plätze Wiens, sowohl der inneren Stadt als der Vorstädte [mit Anzahl der Häusern und Hausnummern]“ (Online-Version).
- 1840 – Joseph Salomon (Hrsg.): Austria: Österreichischer Universal-Kalender. 1841, Ignaz Klang, Wien 1840, S. 45 „Namensverzeichnis der Straßen, Gassen und Plätze der Stadt Wien und ihrer Vorstädte“, S. 48 „Häuser- u Straßen-Schema der Residenzstadt Wien & Vorstädte“ (Online-Version).
- 1851 – A. Adolf Schmidl: Eine Woche in Wien: Zuverlässiger und zeitsparender Führer durch die Kaiserstadt u. ihre nächsten Umgebungen. 3. Auflage, C. Gerold, Wien 1850/1851, S. 91 „Verzeichnis der Hausnummern in der Stadt und den Vorstädten nach den Straßen“ (Online-Version).
- 1852 – Neuester, vollständiger und zeitsparender Fremdenführer in Wien und seinen Umgebungen, Alb. A. Wenedikt, Wien 1852, S. 86: „Verzeichnis der Hausnummern in der Stadt und den Vorstädten nach den Gassen“ (Online-Version).
- 1891 – The newest plan and guide of Vienna and environs, Lechner, Wien 1891, S. 85 „Index of the Streets, Roads and Squares of Vienna with denotation of the District and their Situation“ [& Vororte, der Plan ist fast unbrauchbar, andeutungsweise ist der Linienwall durch die Bezirksgrenzen zu erkennen] (85 – Internet Archive).
- 1900 – The newest plan and guide of Vienna and environs, Lechner, Wien 1900, S. 139 „List of Streets“ [mit Bezirk, der Plan ist fast unbrauchbar] (139 – Internet Archive).
- 1859–1942: Die Wienbibliothek im Rathaus stellt unter dem Namen Lehmann Online alle Ausgaben von Lehmann's Allgemeinem Wiener Wohnungs-Anzeiger elektronisch zur Verfügung. Die Ausgaben enthalten jeweils ein komplettes Straßenverzeichnis des gesamten Stadtgebiets.
- div. Häuserschematismen und Straßenverzeichnisse im Online-Archiv der Wien-Bibliothek.

### Weitere historische Straßenverzeichnisse
- Friedrich Umlauft: Namenbuch der Stadt Wien. Wien, 1895. Halbamtliches und zugleich erstes Straßenverzeichnis von Wien.[24]
- Friedrich Umlauft: Namenbuch der Straßen und Plätze in Wien. Wien 1905. Neuauflage von 1895 mit verbessertem Titel.[24]